# Уметнички легат Михајла Пупина
Уметнички легат Михајла Пупина је збирка вредних уметничких дела која се данас чувају у Народном музеју у Београду.  Поред бројних својих доброчинитељства, хуманитарних и национално-патриотских активности, Михајло Пупин је обогатио и српску духовну и историјско-уметничку баштину, бројним сликарским делима. Захваљујући првенствено личним напорима Пупина и издашним финансијским средствима, Народни музеј данас са поносом чува и излаже таква ремек-дела српске уметности каква су слике Паје Јовановића, Уроша Предића, Владе Буковца, Николе Алексића, Уроша Кнежића, Павла Симића, Георгија Бакаловића и других.
Пупинове бројне активности на пољу науке, професорског рада, оснивања и унапређења многих институција и удружења у Америци, његови национално - политички доприноси, многобројна доброчинства, меценски однос према уметности, брига о родном Идвору, књижевни рад - све показује велико знање, несебичну ангажованост и истрајност, овог не само великог научника већ и родољуба.

## Легат као вид доброчинства у Београду
Легат је у Београду имао је двоструку културну функцију. Као израз индивидуалне културне свести, легаторство је употпуњавало оно што се подразумева под културним бићем једног народа. С друге стране, легаторство је на особен начина потврђивало јединаено бригу за културна и уметничка остварења заједнице која су промакла надлежним установама. Зачет с краја 19 века, у 20 веку овај вид културног доброчинства се шири, тако да је 1983. године Београду било око 150 легата.
Захваљујући легатима Београд и Србија обогатиле су музејске колекције, библиотеке и архивске фондове који су значајни за културну историју али и за проуеавање индивидуалног стваралаштва.
| „ | Легат и поклон нису истозначни појмови. Legut (lat. legatum)) је заоставштина новца или друге имовине која се тестаментом оставља одређеном лицу или установи на чување или употребу. Успоставља се уговорним односом између легатора и примаоца, при чему може да се користи и тестамент као документ за заснивање уговора. Правна основа за оснивање легата је Закон о наслешивиању. Под легатом се најчешће подразумева даривање историјскоуметничких предмета одговарајућој установи културе (у Београду је нпр. после 1945. било уобичајене да се легати предају и Скупштина града Београда). | ” |

## Доброчинство Михајла Пупина
Колико је Пупин имао велики цртачки дар, толико је имао и велику жељу да помогне уметницима и да заштити културно наслеђе Српског народа. На дугој листи оних којима је Пупин помагао налазе се имена Војислава Илића Млађег, Уроша Предића, Паје Јовановића, Ивана Мештровића и многих других сликара, археолога, историчара уметности, архитеката, директора културних институција.
Доброчинство и родољубље Михајла Пупина сеже уназад све до 1889. године из периода велике међународне изложбе у Паризу, на којој је учествовала и Краљевина Србија. Пупин је са те изложбе откупио два ремек-дела српског сликарства 19. века, слике Уроша Предића „Сироче на мајчином гробу“ и „Херцеговачки бегунци“. Није случајно што је Пупин откупио управо ова уметничка дела, јер је био додатно подстакнут чињеницом да слике намеравао да откупи један амерички музеј,  и тако сачува оба ремек-дела за Српски народ.
На то што је Пупин почео прво да купује слике Уроша предића утицало је његово друговање са овим уметником још из школских дана у немачкој школи у Црепаји (припремној школи за Панчевачку гимназију). Њихово познанство временом је прераслои у толико искрено и трајно пријатељство, тако да су управо захваљујући њиховом узајамном поверењу и пријатељству, нека од врхунских дела српског сликарства 19. века, попут портрета Константина Данила, данас налазе у Народном музеју у Београду.
Пупиново доброчинство још више је потстакла чињеница, да је једва десети део објеката Народног музеја у Београду из његових збирака остао после светског рата“, коју је он скромним личним доприносом жело да надомести.

## Историја
Током гранатирања Београда 1914. године од стране аустроугарских трупа зграда у којој је тада био смештен Народни музеј са поставком и експонатима била је међу првима на удару. Девастација Народног музеја имала је за последицу ненадокнадив губитак како археолошких и нумизматичких предмета тако и једног броја уметничких дела која су нетрагом нестала у великом ратном метежу и о којима се ни данас, нажалост, ништа не зна.
По завршетку Првог светског рата започела је обнова зграде Народног музеја у Београду, који је током гранатирања Београда 1914. године од стране аустроугарских био међу првима на удару. Тој обнови један од најснажнијих импулса дао је управо Михајло Пупин. По његовој изричитој жељи, током 1923. године основан је Фонд Михајла Пупина при Народном музеју, са оснивачким улогом од 750.000 тадашњих динара. 
Фонд - Легат Михајла Пупина
Фонд, је нешто касније назван Легат Михајла Пупина, и основан је са циљем да да да материјалну подршку истраживању и публиковању монографије о српским старинама, и за повремено откупљивала дела српских уметника, којима би се обогатила збирке Народног музеја.
Пупин је 1923. године, када је основан Фонд, Музеју трајно поклони дела Уроша Предића и Паје Јовановића која је чувао у свом власништву до краја Великог рата.
Задужбина Михајла Пупина
Фонд ће 1932. године прерасти у Задужбину Михаила Пупина при Народном Историско-уметничком Музеју у Београду. Његов оснивачки капитал, те године, увећан је на милион тадашњих динара и уложен код Државне хипотекарне банке у Београду (у чијој згради се данас и налази Народни музеј).
Према захтеву Михајла Пупина, који је он 1932. године упутио министру просвете Краљевине Југославије, сврха Задужбине била је издавање публикација српских старина, као и „куповина дела српских уметника за Народни музеј“.
Имовином Задужбине управљао је одбор састављен од три члана: 
- директора Народног музеја,
- најстаријег кустоса Музеја и
- председника удружења „Привредник“ из Београда.

Након смрти Михајла Пупина управљање Задужбином преузела је Српска краљевска академија, и до Другог светског рата сврха и циљ Задужбине остали су непромењени.

## Значај Пупиновог легата за културу Србије и Народни музеј у Београду
За Народни музеј легат Михајла Пупина има вишеструк значај јер ови поклони:
- представљају један од начина „богаћења” музејских фондова Народног музеја.
- говоре не само о уметничким делима и њиховом значају, него и о далековидости самог доброчинитеља.
- као део откупа дела Пупинових савременика-сликара представља сакупљање на једном месту најзначајнијих остварења српске сликарства 19. века.

Овај легат има значај и као показатељ Пупинових симпатија и склоности према класичној уметности и старинама уопште.
Ако би овоме додали и Пупинов одлуку из 1932. да при Народном музеју оснује своју Задужбину која би носила његово име и чија би сврха била издавање публикација српски старина, као и да служи с времена на време за куповину дела српских уметника за Народни музеј, онда је сасвим јасно колики је допринос великог научника очувању српске историјско-уметничке баштине, и обогаћивању збирке Народног музеја, као најеминентније културне установе у Србији.

### Резултати
Захваљујући Пупиновом донаторству, за деценију постојања Фонда и Задужбине Михајла Пупина под окриљем Народног музеја остварени су видни резултати у ономе што је Пупин навео као циљ у оснивачком документу:
- објављене су монографије српских средњовековних манастира - Марков манастир, Каленић, Манасија (Ресава), Студеница,
- штампана је двотомна монографија о спрском средњовековном живопису на француском језику „La peinture Serbe du Moyenе âge”,
- систематски су вођена археолошка ископавања на територији Јужне и Старе Србије и с времена на време су откупљивана уметничка дела за збирке Народног музеја.

Капитално монографско дело „Манастир Дечани“ Ђурђа Бошковића, штампано непосредно пред Други светски рат, била је последњи „изданак” плодотворне Пупинове задужбине.

## Збирка
Уметничка дела која су за Народни музеј откупљивана Пупинов средствима, највећим делом су доспела у музеј током 1920-их. У књигама инвентара уметничких предмета Народног музеја, забележене су следеће слике које је Пупин куповао и као свој легат поклонио музеју: 
| Сликар             | Назив слике и година настанка | Слика |
| ------------------ | --- | ----- |
| Урош Предић        | „Сироче на мајчином гробу“ (1888) — „Херцеговачки бегунци” (1889) |       |
| Паја Јовановић     | Портрет Михајла Пупина (1903) |       |
| Паја Јовановић     | Портрет Варваре Пупин (1903) |       |
| Константин Данил   | Портрет госпође Вајлинг (1835-1840) |       |
| Константин Данил   | Портрет г-ђе Тетеши (1835-1840) |       |
| Влахо Буковац      | „Руђер Бошковић” (1919) |       |
| Никола Алексић     | Портрет жене са белом капом (1851) |       |
| Новак Радонић      | Портрет Димитрија Сарачевића (1857) |       |
| Новак Радонић      | Портрет Персиде Сарачевић (1857) |       |
| Павле Симић        | Портрет проте Јована (Инокентија) Павловића (1853) |       |
| Георгије Бакаловић | Портрет Јеврема Обреновића (1835) |       |
| Урош Кнежевић      | Портрети угледне трговачке породице Јовичевић из Доњег Милановца - Јована, супруге Љубице и ћерке Милеве и њиховог зета, београдског трговца Мише Живановића (средина 19. века) |       |

Посебно место у овом легат који се чува у Народном музеју у Београду, међутим, чине портрети Михајла Пупина и његове ћерке Варваре, које је, приликом своје посете Америци 1902-1903. године, насликао један од највећих српских уметника Павле Паја Јовановић, након вишемесечног боравка у Америци
Такође, захваљујући средствима из Пупинове  задужбине или фондације, 1933. године набављени су и портрети угледне трговачке породице Јовичевић из Доњег Милановца - Јована, супруге Љубице и ћерке Милеве, као и њиховог зета, београдског трговца Мише Живановића, које је у Београду средином 19.  века насликао познати портретиста Урош Кнежевић.